# 张湾区
张湾区是中国湖北省十堰市所辖的一个市辖区。总面积为652平方公里，常住总人口約44万人。区人民政府驻车城路街道公园路85号。

## 地名由来
1973年置张湾区，以境内张湾村得名。

## 行政区划
张湾区下辖4个街道办事处、2个镇、2个乡：
花果街道、红卫街道、车城路街道、汉江路街道、黄龙镇、柏林镇、方滩乡、西沟乡和西城开发区。

## 人口
截至2020年11月1日零时，张湾区常住人口为431859人。

## 交通
- 汉十城际铁路：十堰北站